# 涅梅·科斯塔
涅梅·维多利亚·亚历山大·科斯塔·努内斯（葡萄牙語：Nyeme Victória Alexandre Costa Nunes，1998年10月11日—），巴西女子排球运动员，2022年世界女子排球锦标赛银牌得主、2024年夏季奥林匹克运动会女子铜牌得主。